# Âm Hóa
Âm Hóa (giản thể: 阴化; phồn thể: 陰化; bính âm: Yin Hua; ? – ?) hay Âm Phổ (giản thể: 阴溥; phồn thể: 陰溥; bính âm: Yin Pu), không rõ tên tự, là quan viên nhà Quý Hán thời Tam Quốc trong lịch sử Trung Quốc. Chưa rõ Âm Phổ và Âm Hóa có phải cùng một người hay không.

## Cuộc đời
Âm Phổ quê ở quận Hà Nội thuộc đất Tam Hà, Tư Lệ Hiệu úy bộ, chạy nạn vào Ích Châu.
Năm 208, Ích Châu mục Lưu Chương biết tin Tào Tháo chinh phạt Kinh Châu, phái thuộc hạ Âm Phổ đến chỗ Tào Tháo tỏ ý quy thuận. Tào Tháo cùng Lưu Chương kết làm đồng minh. Lưu Chương được Tào Tháo biểu làm Chấn Uy tướng quân, còn anh của Chương là Lưu Mạo làm Bình Khấu tướng quân; lại để quân Ích Châu chiếm đóng khu vực phía tây Kinh Châu. Lưu Chương sau đó còn lần lượt cử Trương Túc, Trương Tùng làm sứ giả đến chỗ Tào Tháo.
Sau khi Lưu Bị kiểm soát Ích Châu (214), Âm Hóa được bổ nhiệm làm Huyện lệnh Vũ Dương thuộc quận Kiền Vi. Năm 219, Âm Hóa nghe lệnh Thái thú Kiền Vi Lý Nghiêm, Quận thừa Tống Độ cùng nhau biên soạn bia Hoàng Long Cam Lộ (黃龍甘露碑) để tán tụng uy đức của Lưu Bị.
Sau khi Hậu chủ Lưu Thiện lên ngôi (221), triều đình lần lượt phái Đinh Quăng cùng Âm Hóa đi sứ Đông Ngô nhằm hòa giải quan hệ giữa hai nước, khôi phục liên minh chống Tào Ngụy. Tuy nhiên, Quăng, Hóa đều thất bại, phải đến Đặng Chi (223) mới hoàn thành được trọng trách. Ngô chủ Tôn Quyền đánh giá: Đinh Quăng thiểm trương, Âm Hóa bất tường, hòa hợp hai nước, duy có Đặng Chi.
Năm 223, Thừa tướng Gia Cát Lượng khai phủ, cử Tưởng Uyển làm mậu tài. Tưởng Uyển kiên trì muốn nhường cơ hội này cho các huân thuần Lưu Ung, Âm Hóa, Bàng Diên, Liêu Thuần nhưng Gia Cát Lượng không đồng ý.
Về sau không còn ghi chép.

## Trong văn hóa
Âm Hóa lẫn Âm Phổ đều không xuất hiện trong tiểu thuyết Tam quốc diễn nghĩa của La Quán Trung.